# 아일라노
아일라노(이탈리아어: Ailano)는 이탈리아 캄파니아주의 카세르타도에 위치해있으며 나폴리와 북쪽으로 60km, 카세르타와는 북서쪽으로 35km 거리에 있다.